# Zaplous
Zaplous – rodzaj chrząszczy z rodziny kózkowatych i podrodziny zgrzypikowych.

## Zasięg występowania
Przedstawiciele tego rodzaju występują w płd.-wsch. USA oraz na Kubie.

## Systematyka
Do Zaplous należą 2 gatunki:
- Zaplous annulatus
- Zaplous baracutey